# Campylospermum
Campylospermum là một chi thực vật có hoa trong họ Ochnaceae.

## Loài
Chi Campylospermum gồm các loài:
- Campylospermum angustifolium Tiegh.
- Campylospermum bracteatum Farron
- Campylospermum cupreum Farro
- Campylospermum duparquetianum Fa
- Campylospermum dusenii (Gilg) Bissiengou, P. & Sosef
- Campylospermum excavatum Far
- Campylospermum glaucum Farro
- Campylospermum inflatum Farr
- Campylospermum klainei Farro
- Campylospermum koumouloundonense Farron
- Campylospermum oliveranum Farron
- Campylospermum paucinervatum Sosef
- Campylospermum reticulatum Tiegh.
- Campylospermum striatum (Tiegh.) M.C.E.Amaral: Lão mai, giội tía, mai sọc.
- Campylospermum sulcatum Farr

## Hình ảnh

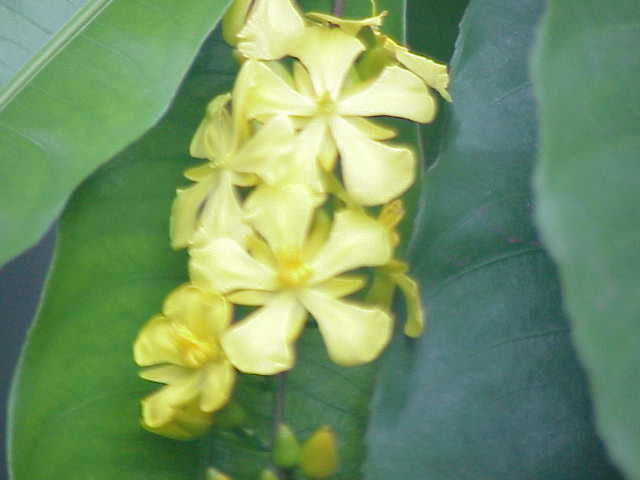